# USS Ardent (1994)
De USS Ardent (MCM-12) is een mijnenjager van de Avengerklasse in dienst van de Amerikaanse marine.
Het schip werd gebouwd door Peterson Rederijen, Sturgeon Bay, Wisconsin. De Ardent heeft de thuishaven in Ingleside, Texas.